# Sant'Eustachio
Sant'Eustachio är en stadsdel i Rom och tillika ett av Roms rioni. Namnet ”Sant'Eustachio” syftar på helgonet Eustachius, som under en jakt såg Kristi kors mellan hornen på en hjort.

## Kyrkor
- Sant'Agostino in Campo Marzio
- Sant'Andrea della Valle
- Santi Benedetto e Scolastica all'Argentina
- San Carlo ai Catinari
- Sant'Eustachio
- Gesù Nazareno
- San Giuliano dei Fiamminghi
- Sant'Ivo alla Sapienza
- San Luigi dei Francesi
- Santa Maria in Monterone
- Santa Maria in Publicolis
- San Salvatore alle Coppelle
- Santissimo Sudario dei Piemontesi

### Rivna kyrkor
- Sant'Anna dei Falegnami
- San Benedetto de Thermis
- San Biagio dell'Anello
- Sant'Elena dei Credenzieri
- San Niccolò de Mellinis
- San Salvatore in Thermis
- San Sebastiano de Via Papae
- San Trifone in Posterula

## Bilder

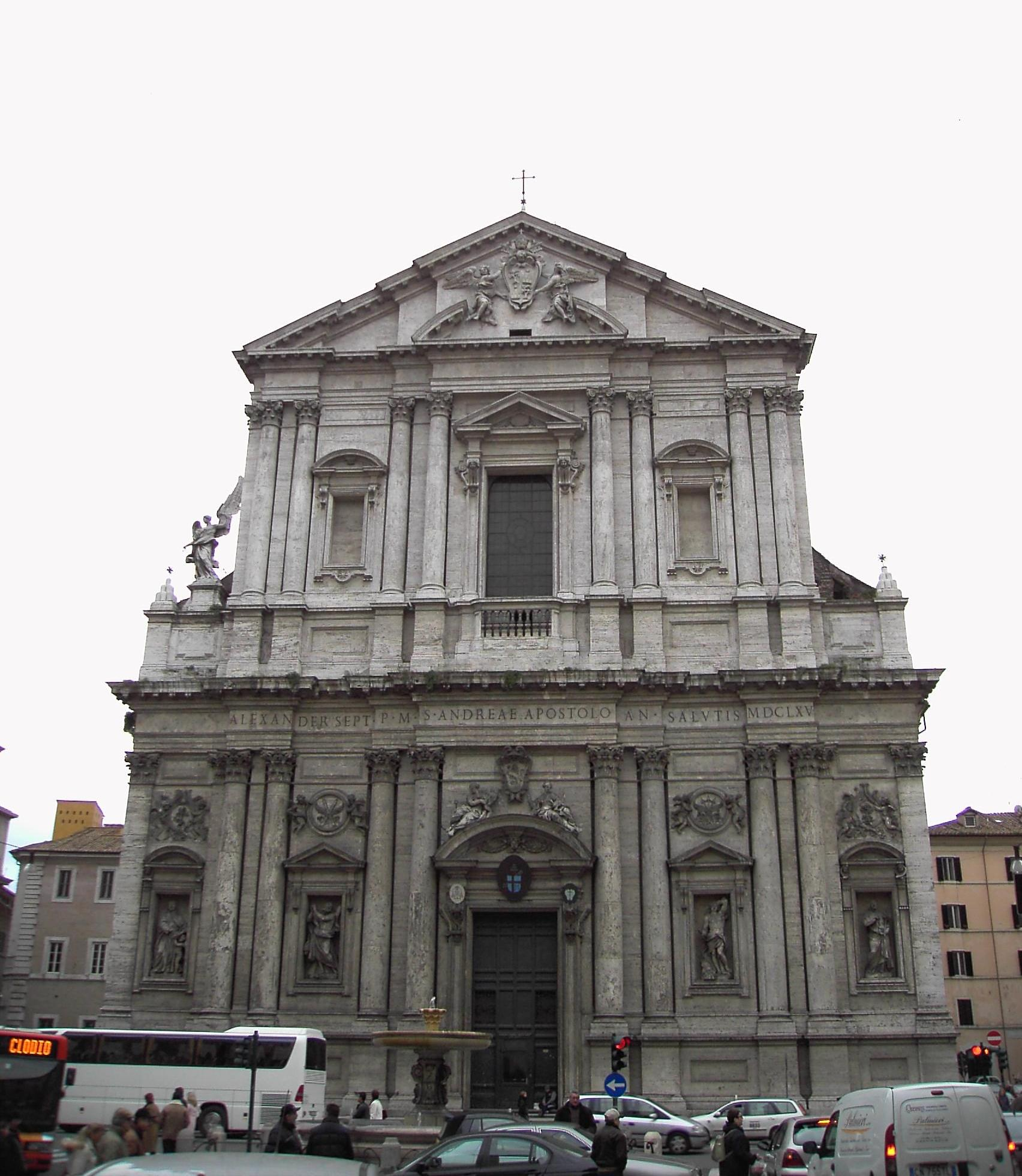
Sant'Andrea della Valle.
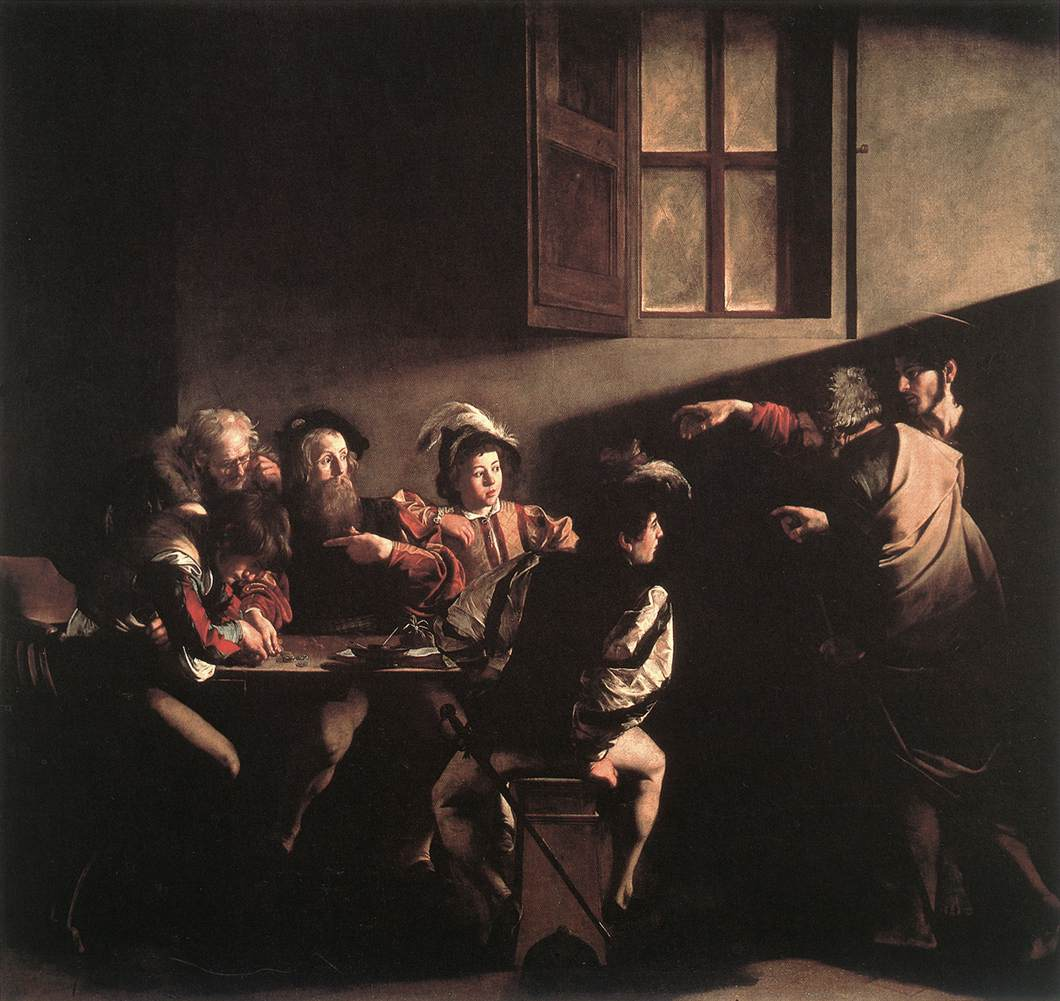
Matteus kallelse av Caravaggio i San Luigi dei Francesi.
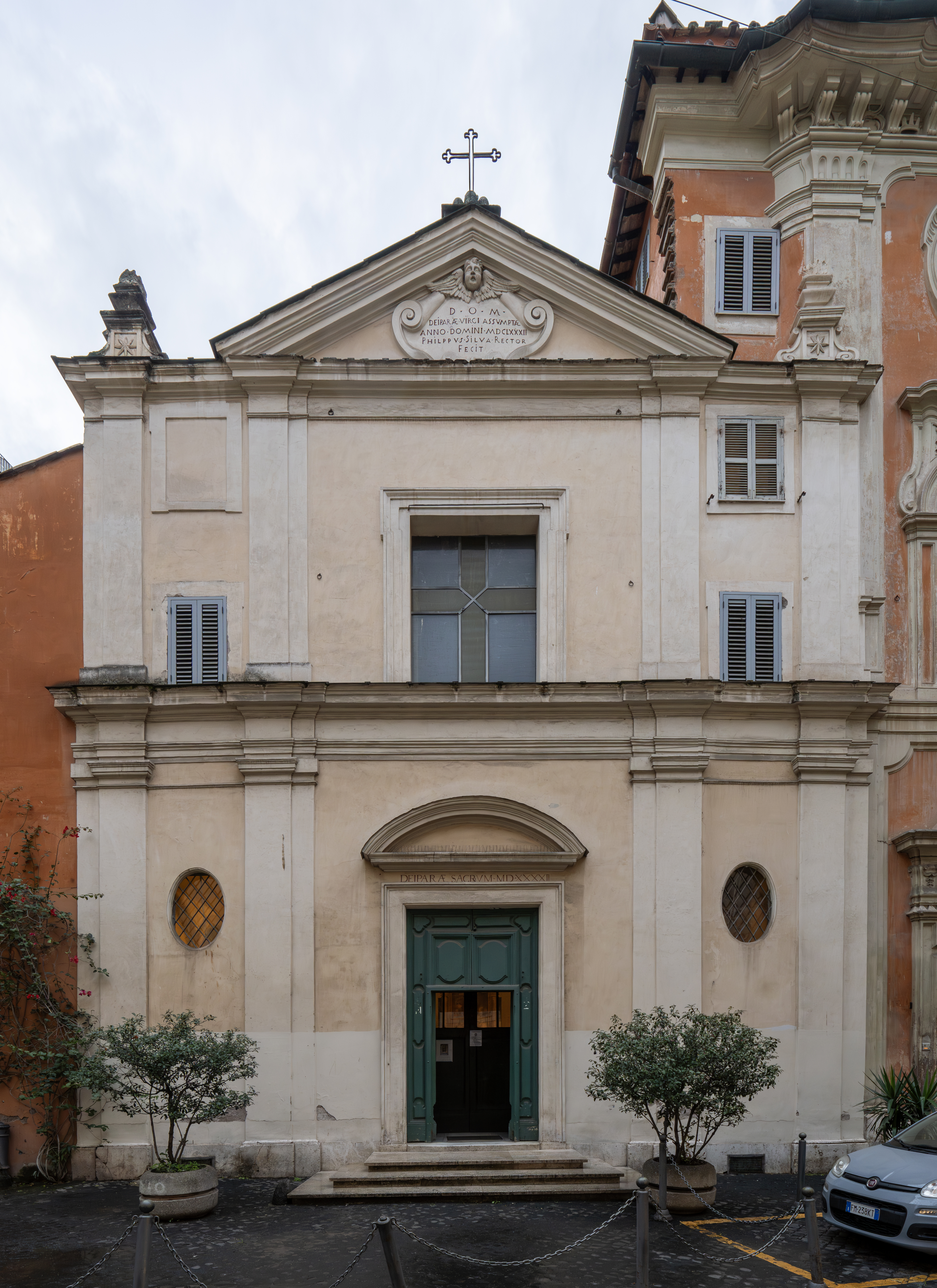
Santa Maria in Monterone.

## Piazzor i urval
- Piazza Sant'Agostino
- Largo Arenula
- Piazza B. Cairoli
- Piazza in Campo Marzio
- Piazza dei Caprettari
- Piazza delle Cinque Lune
- Piazza delle Coppelle
- Largo del Costituente
- Piazza Sant'Eustachio
- Piazza Madama
- Piazza Rondanini
- Piazza della Rotonda
- Piazza di Sant'Andrea della Valle
- Piazza di Santa Chiara
- Piazza di San Luigi dei Francesi
- Largo della Sapienza
- Largo del Teatro Valle
- Piazza Vidoni